# Szekaste

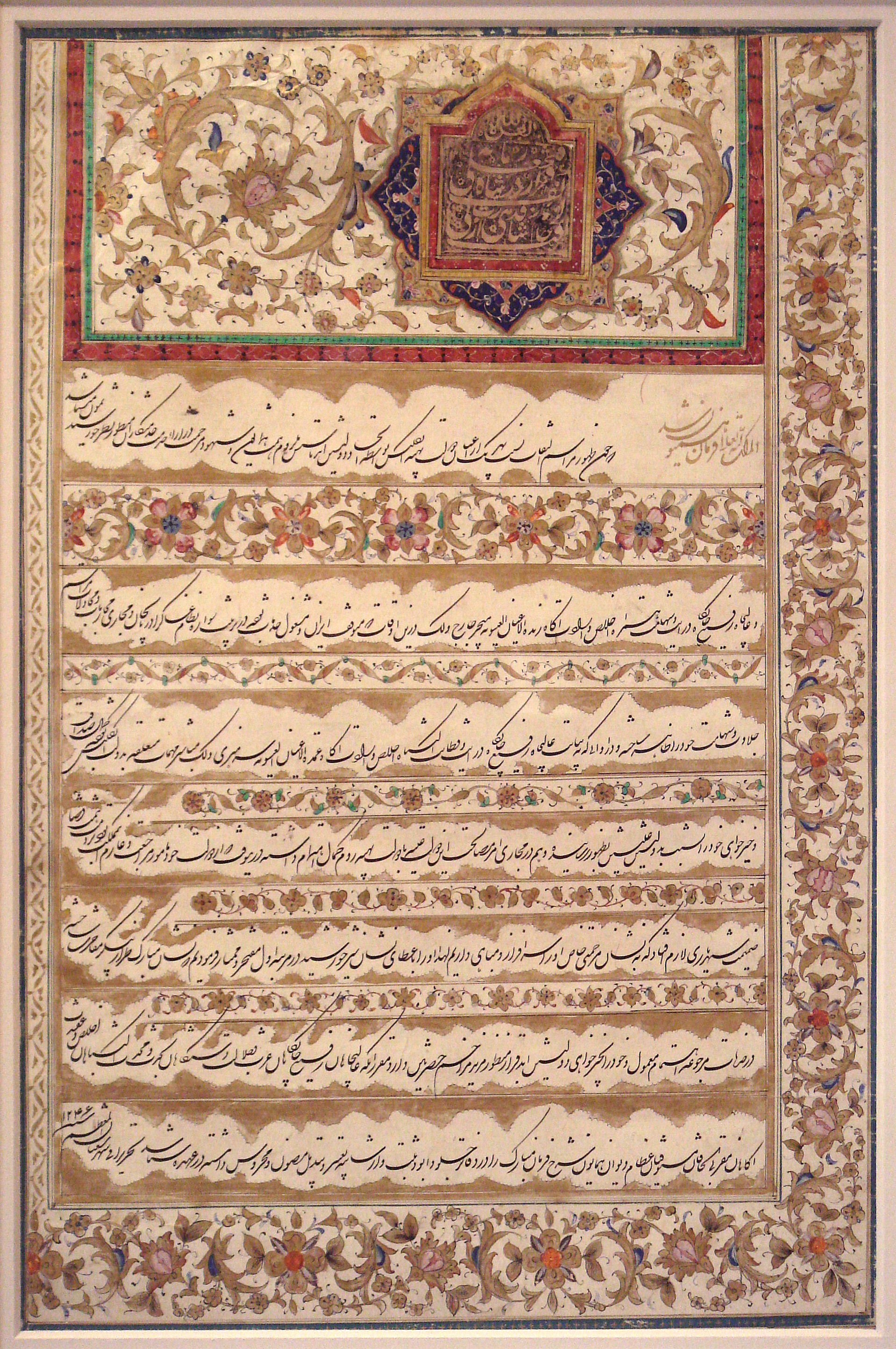
Firman Fath Ali Szaha. Iran, styczeń 1831. Metropolitan Museum of Art

Szekaste, pers. شکسته (albo szekaste-je nastaligh) – odmiana pisma arabskiego wywodząca się z nastaligh, powstała jako pismo kancelaryjne używane do szybkiego pisania w języku perskim.
Powstanie szekaste związane jest z faktem iż rozpowszechnienie nastaligh w Iranie spowodowało konieczność jego szybkiego zapisu. "Szekaste-je nastaligh" ("ucięte nastaligh") (którego nazwę zazwyczaj skraca się do prostego "szekaste") pojawiło się na początku XVII wieku i różniło się od właściwego nastaligh tylko tym, że niektóre litery były ścieśnione ("szekaste", dosłownie "ucięte") zaś odosobnione litery i słowa połączone ze sobą. Te niezgodne z regułami "zwykłego" nastaligh połączenia sprawiały, iż szekaste mogło być pisane szybciej niż jakiekolwiek inne pismo. Rękopisy z tego wczesnego okresu wskazują na wpływ "szekaste taligh", bowiem chociaż ich pismo wygląda jak ścieśnione nastaligh, to posiada także cechy pisma taligh, "dlatego iż jest pisane przez skrybów którzy uczyli się pisania w taligh". Szekaste, bardziej czytelne niż taligh, stopniowo zastąpiło je jako pismo używane do sporządzania dekretów i dokumentów. Później zaczęto je także używać do przepisywania prozy i poezji.
Pierwszymi ważnymi kaligrafami piszącymi w szekaste byli Mohammad Szafi Harawi (zm. 1670-71) i Mortezagholi Chan Szamlu (zm. 1688-89). Obaj stworzyli dzieła o autentycznej artystycznej wartości, co nie zmienia faktu, że w tym wczesnym okresie szekaste nadal brakowało spójności (jest to szczególnie widoczne w twórczości Mortezagholi Chana Szamlu, który używał połączeń później uznanych za niedopuszczalne). Większość współczesnych uczonych uważa iż szekaste osiągnęła szczyt artystycznej doskonałości w twórczości Abdol Madżida Taleghaniego (zm. 1771), "który nadał pismu szczególną i ostateczną formę". Tradycja Taleghaniego była kontynuowana przez Mirzę Kuczeka Esfahaniego (zm. 1813) Gholama Rezę Esfahaniego (zm. 1886-87) i Ali Akbara Golestanego (zm. 1901).
Dodatkowe ozdobne zawijasy sprawiły, iż szekaste stało się mało czytelne i pozostało pismem dokumentów i dekretów, "podczas gdy nastaligh zachował swoją pozycję jako najważniejszy styl kaligrafii". Potrzeba uproszczenia szekaste zaowocowała powstaniem stylu sekretarskiego ("szekaste-je tahriri"), stworzonego przez pisarzy takich jak Adib-al-Mamalek Farahani (zm. 1917) i Nezam Garrusi (zm. 1900). Styl sekretarski jest uproszczoną formą szekaste, która jest szybsza do pisania i bardziej czytelna, ale mniej artystyczna. Przez długi czas używana w Iranie w instytucjach rządowych i innych szekaste zdegenerowała się w pierwszej połowie XX wieku, ale później ponownie przyciągnęła uwagę kaligrafów. Poza Iranem szekaste była używana w niewielkim stopniu w Afganistanie i Imperium Osmańskim. Szekaste używana w Afganistanie odbiegała od perskiej normy i czasami znajdowała zastosowanie jedynie jako eksperymentalne przykłady ("tafannon").

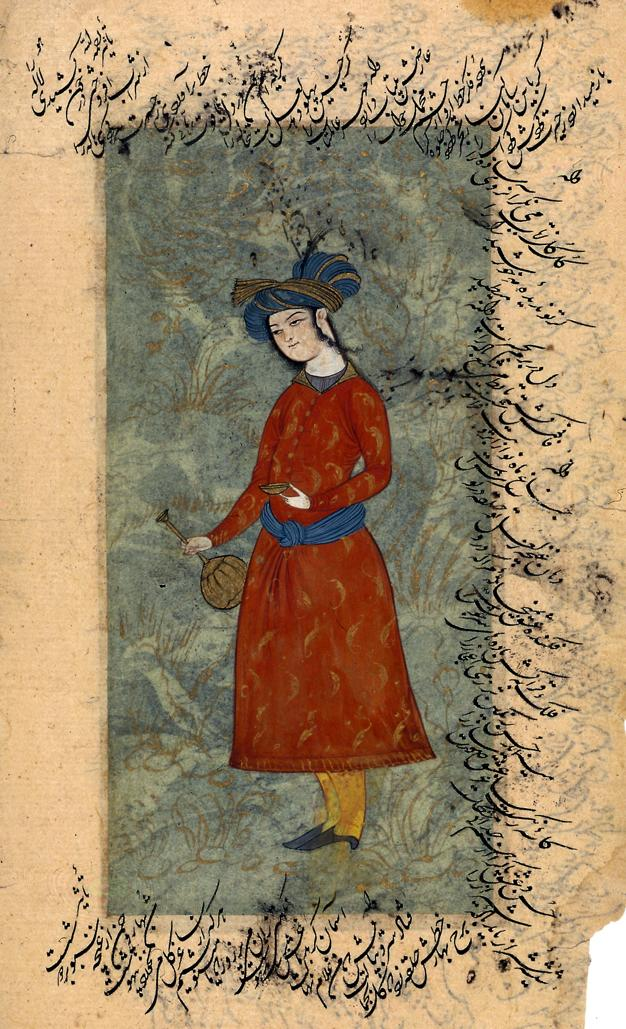
Młodzieniec z butlą. Miniatura ze szkoły Rezy Abbasiego z adnotacjami w piśmie szekaste. Iran, początek XVII w. Muzeum Książąt Czartoryskich w Krakowie
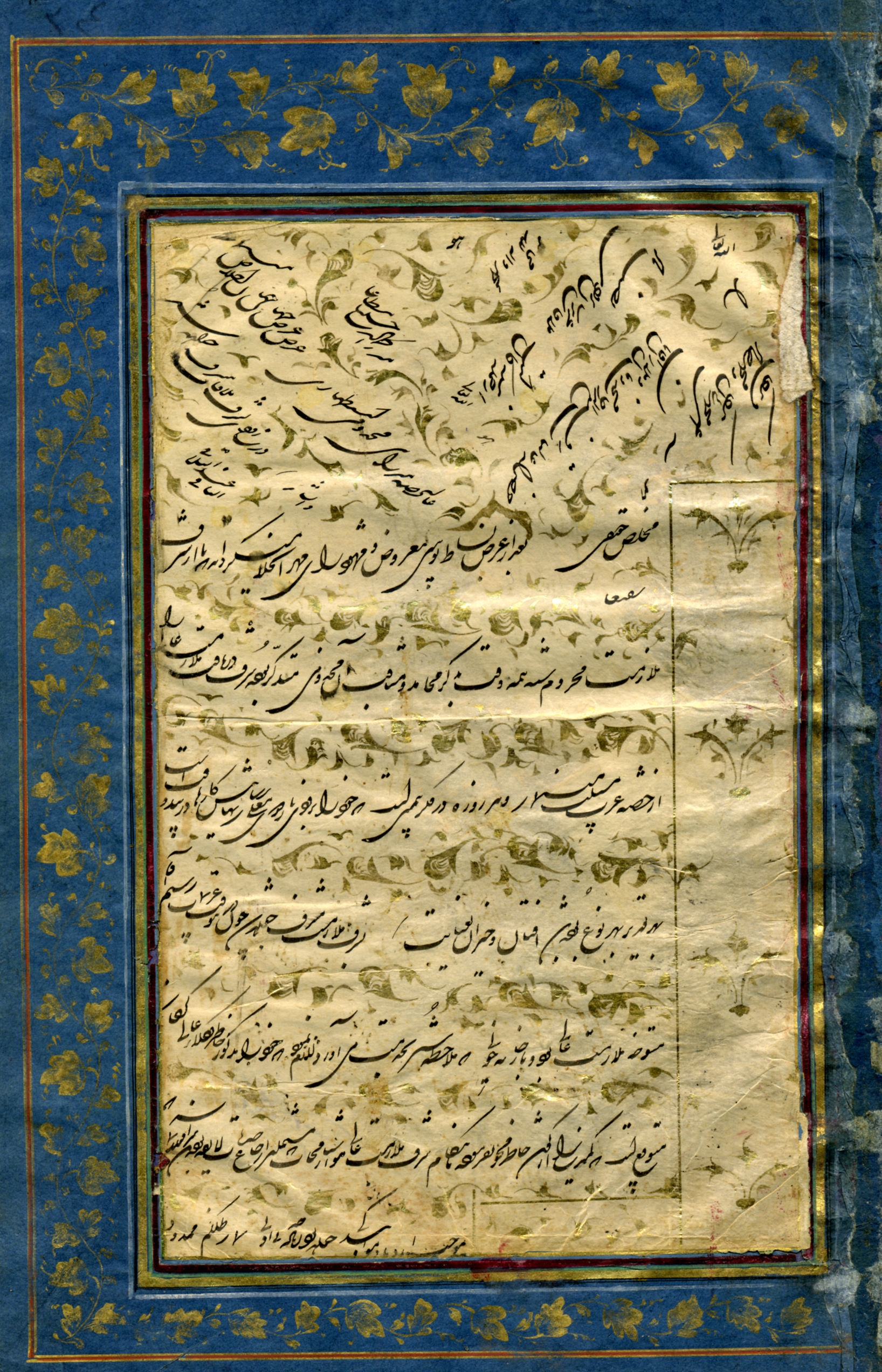
Kaligrafia Mohammada Szafiego Harawiego. Biblioteka Narodowa Iranu
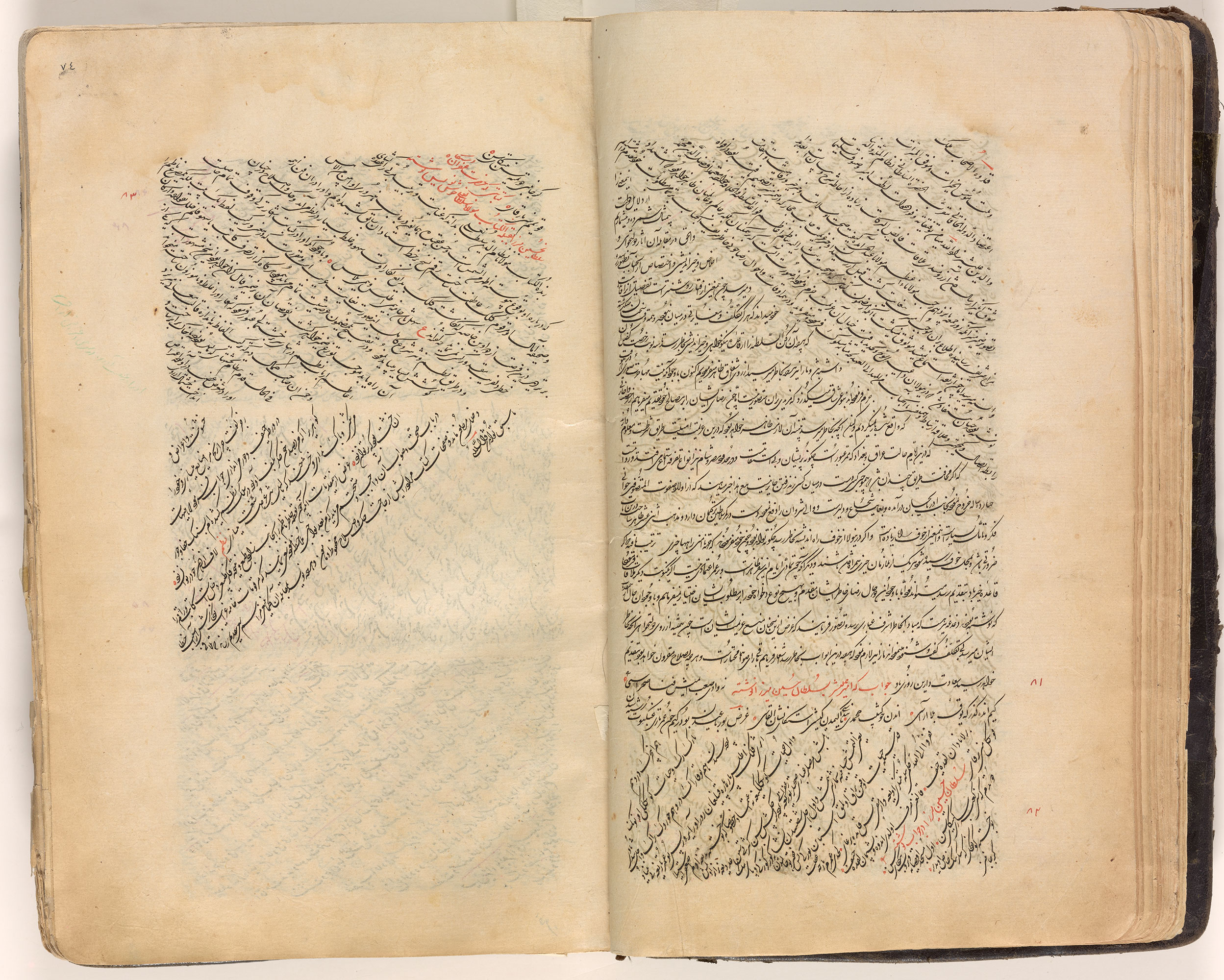
Dwie strony z "Madżmu‘a-e munszat" - zbioru korespondencji wysłanej przez perskich władców skompilowanego przez Abol-Ghasema Iwughli Hajdara. Isfahan, 1682. Arthur M. Sackler Gallery
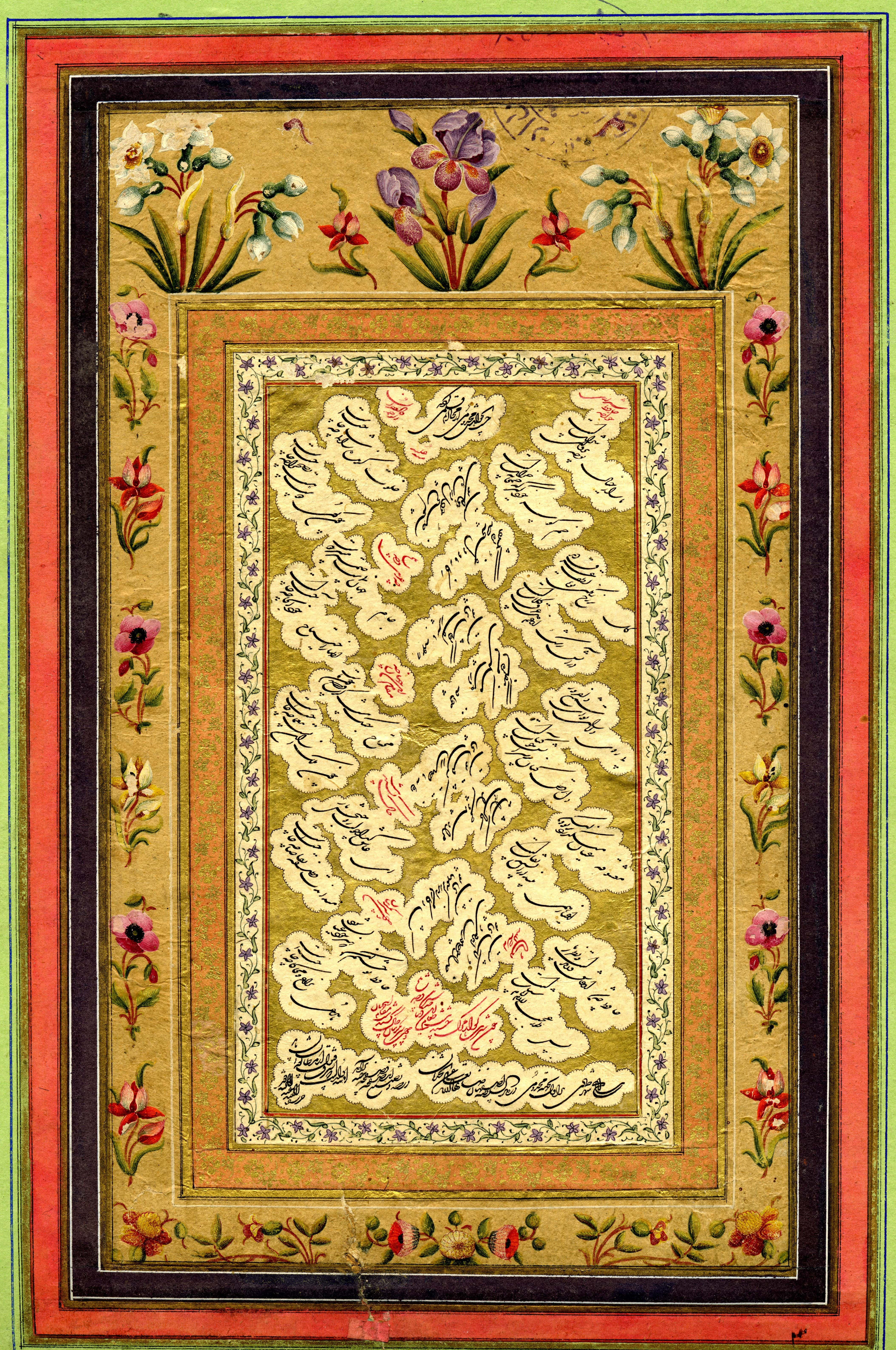
Kaligrafia Abdol Madżida Taleghaniego. Biblioteka Pałacu Golestan
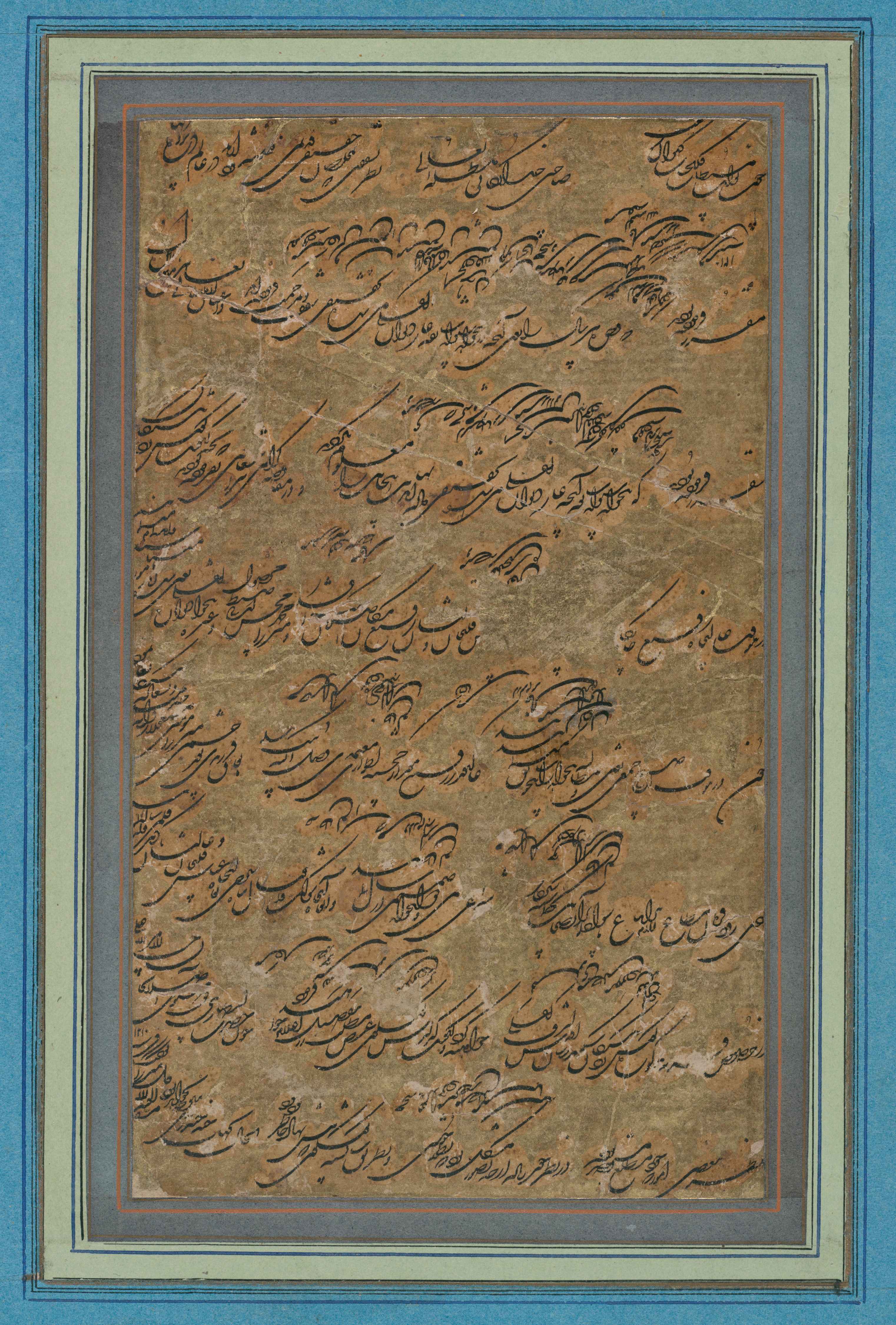
Prośba o ulgę podatkową sporządzona przez Mirzę Kuczeka Esfahaniego. Iran, 1795-1796. Harvard Art Museums
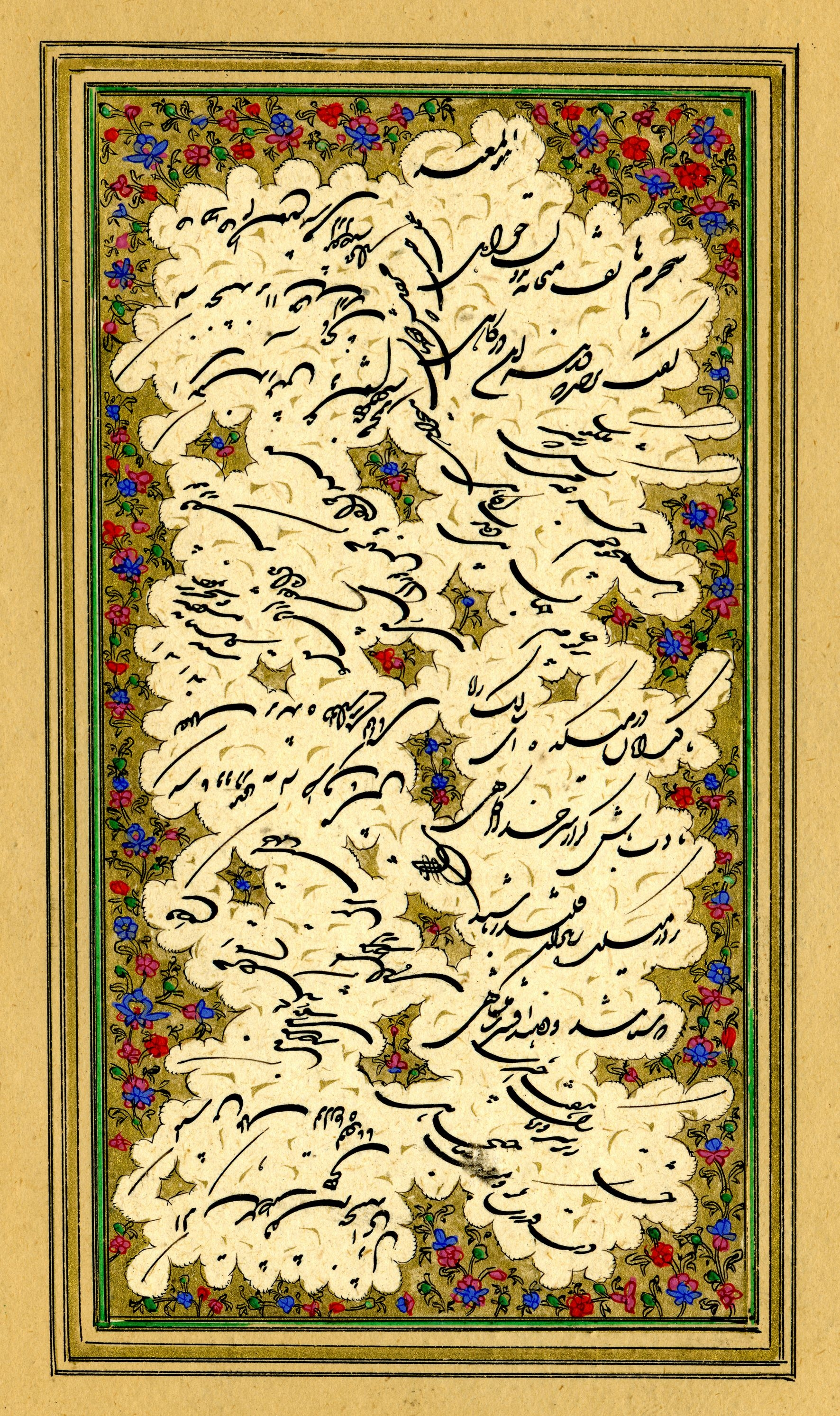
Kaligrafia Ali Akbara Golestanego. Iran, 1896. Biblioteka Islamskiego Zgromadzenia Konsultatywnego